# ذهب بعيدا جدا (فلم)
ذَهَبَ بعيدًا جِدًّا! (بالإنجليزية: Gone Too Far) هو فيلم درامي كوميدي نيجيري صدرَ عام 2013 من إخراج ديستيني إكاراغا ومن بطولة أوه. سي. أوكيجي وأديلايو أديدايو وشانيكا وارن-ماركلند ومالاشي كيربي. صدرَ الفيلمُ لأول مرةٍ في نيجيريا في السادس عشر من كانون الثاني/يناير 2015.

## طاقم التمثيل
| - أوه. سي. أوكيجي في دور إيكو - أديلايو أديدايو في دور باريس | - شانيكا وارن-ماركلاند في دور أرماني - ملاشي كيربي في دور يمي | - بوجا شاه في دور عائشة - توسين كول في دور رايزر |